# Alfred Russel
Alfred Russel (* 12. Oktober 1882 in Berlin; † 10. Mai 1959 in Koblenz) war ein deutscher Landrat.

## Leben und Wirken
Nach dem Besuch der humanistischen Gymnasien in Berlin und Fulda studierte Alfred Russel Rechtswissenschaften und legte im Jahre 1905 seine 1. Juristische Staatsprüfung ab. Nachdem er ab dem 20. November 1906 als Gerichtsreferendar beim Kammergericht Berlin tätig gewesen war, wechselte er im Januar 1907 in die Verwaltung und wurde am 11. März 1918 Regierungsreferendar und nach dem großen Staatsexamen Regierungsassessor. Er war bei der Regierung Breslau und beim Landratsamt Trebnitz beschäftigt, bevor er im August 1919 zum Landrat des Kreises Steinfurt ernannt und zum 31. Oktober 1929 in den einstweiligen Ruhestand versetzt wurde.
Ab dem 9. Dezember 1929 als Regierungsrat bei der Regierung Koblenz tätig, versetzte ihn am 19. Februar 1935 ein Erlass nach den Bestimmungen des § 6 des Gesetzes zur Wiederherstellung des Berufsbeamtentums in den Ruhestand. Fortan arbeitete er vom 1. Dezember 1940 bis Kriegsende 1945 als Hilfsarbeiter beim Oberpräsidium in Koblenz – Abteilung Höheres Schulwesen. Ab dem 16. August 1945 war Russel bei der Regierung Koblenz beschäftigt, bevor er am 31. Oktober 1945 auf eigenen Wunsch aus dem Staatsdienst ausschied.